# Bagao
Isla de Bagao (en francés: île Bagao) es el nombre que recibe una isla, que también forma parte del archipiélago conocido como islas de la Lealtad (Îles Loyauté), que pertenece a Nueva Caledonia, un territorio de ultramar de Francia en el océano Pacífico. Se localiza en las coordenadas geográficas 20°37′S 166°17′E / -20.617, 166.283.